# Groene Belle

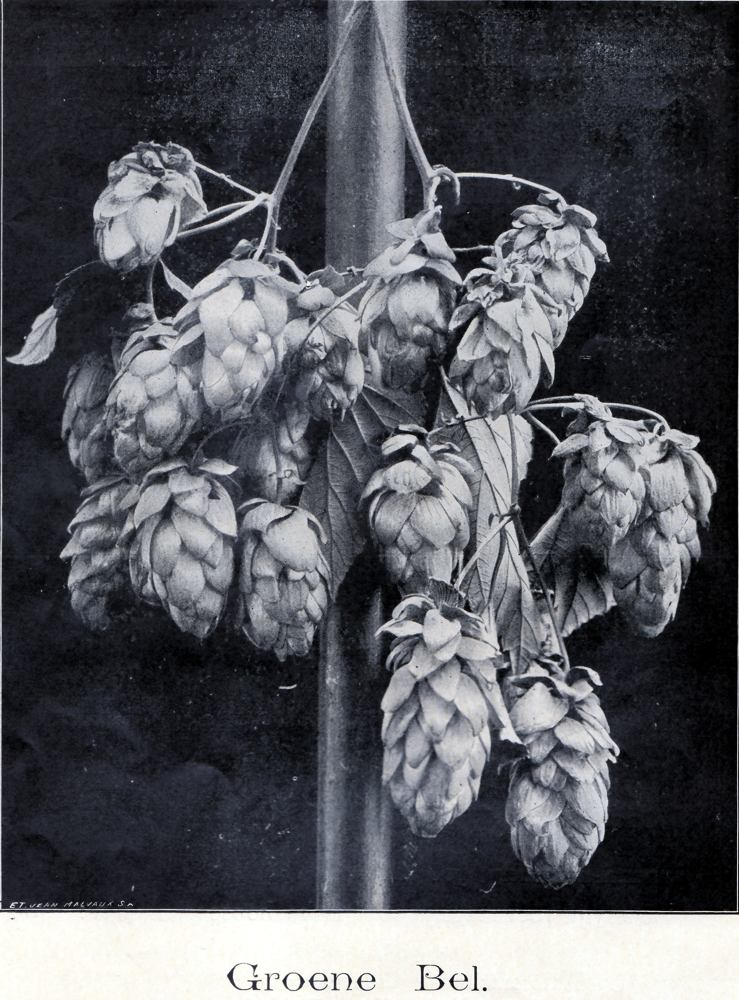
Afbeelding (Jean Malvaux) van de Groene Belle in ‘Voor Betere Hoppen’, A. Suys, Ninove, 1909.

Groene Belle of Groene Bel is een uit de hopstreek Aalst-Asse in Oost-Vlaanderen en Vlaams-Brabant verdwenen en lang verloren gewaande hopvariëteit.

## Geschiedenis
Deze Aalsterse hopsoort ontstond eind 19de eeuw uit het selecteren van de traditionele Aalsterse Hop, die in heel Europa befaamd was. Groene Belle verdrong de Coigneau, een andere Aalsterse soort, die een rijkere oogst gaf, doch veel minder lupuline bevatte. Enkel omdat de twee soorten niet gelijk rijpten, werd nog Coigneau geteeld, omdat zo de oogst kon gespreid worden. De bellen van deze hopvariëteit waren groot en groen, de ranken hadden rode strepen. Groene Belle was rijk aan lupuline, waardoor deze soort als een bitterhop beschouwd werd, evenwel met een fijne, zeer eigen smaak. De - eveneens verdwenen - Henegouwse biersoort Bière d’Alost dankte waarschijnlijk haar naam aan deze hop, die in het Waalse Henegouwen vanuit Aalst ingevoerd werd. Voor de Tweede Wereldoorlog werd onder andere het Antwerpse bier De Koninck met deze hop verrijkt. Met het doorbreken van de lage-gistingsbieren (type pils) na WO II vervingen de hoptelers Groene Belle door Duitse variëteiten als Hallertau en Saaz en verdween de Groene Belle.
De Belgische politicus Adolf Daens (Christene Volkspartij) pleitte op 25 maart 1903 in het Belgische parlement voor de promotie van de Vlaamse hop, in het bijzonder de Groene Belle, onder meer met een voorstel om invoerrechten te heffen op Duitse en Engelse hop. Met hetzelfde doel kwam hij met een voorstel om het Duitse Reinheitsgebot ook in België in te voeren, vergezeld van een minimum aan hop per hectoliter bier. De Brusselse socialist Léon Meysmans pleitte in 1904 tegen het protectionistische voorstel van Daens, maar zag als strijdmiddel de veredeling van de goede Belgische hop, meer bepaald de Groene Belle, eerder dan het streven naar rendement door aanplanten van Coigneau. In 1905 stelde politicus baron Leo de Bethune dat de Groene Belle een superieure hopvariëteit is. In die periode pleitte de Aalsterse burgemeester Leo Gheeraerdts elk jaar, ter gelegenheid van de stedelijke hopprijskamp, voor het vervangen van Coigneau door Groene Belle. In 1957 wordt Groene Belle voor de laatste keer vermeld in de plaatselijke kranten: de gebroeders Van Huffel winnen er een derde prijs mee op de jaarmarkt van Erembodegem.
Andere Aalsterse soorten waren Coigneau, Witte Rank en Loeren, die een Erembodegemse specialiteit was. Erembodegem is een deelgemeente van Groot-Aalst en was eertijds een hopgemeente. Er zijn in Erembodegem nog een paar hopvelden, de enige die overgebleven zijn in de streek.
In 2012 ontdekten leerkrachten van het Lyceum Aalst dat een exemplaar van de Groene Belle werd bewaard in The Slovenian Institute For Hop en wisten zij een aantal wortelstokken te verkrijgen om Groene Belle te planten in de tuin van de school.

## Kenmerken
Kenmerken van de hopbel van Groene Belle:
- Groot, lang en dik, half vierhoekig met afgeronde punt
- Groen van kleur
- Grove, lange schubben met gekromd uiteinde
- Dikke, lang en zeer gebroken graat (zigzag)
- Rijk aan hopmeel
- Bijzonder straf van reuk
- Eigenaardige fijnheid (sui generis, d.w.z.: enig in zijn soort)
- Bitter aroma